# Nižné Jamnícke pleso
Nižné Jamnícke pleso je největší jezero v Jamnícke dolině v Západních Tatrách na Slovensku. Je známé také pod názvy Dolné Jamnícke pleso případně s přehozenýma délkama Nižné Jamnické pleso nebo Dolné Jamnické pleso. Má rozlohu 1,1315 ha a je 178 m dlouhé a 95 m široké. Dosahuje maximální hloubky 8,2 m. Jeho objem činí 25 180 m³. Leží v nadmořské výšce 1732 m.

## Okolí
Nachází se v horní části Jamnícke doliny jižně od sedla Pod Deravou a severně od hřebene Jazerného vrchu. Západně od něj se nachází Vyšné Jamnícke pleso.

## Vodní režim
Plesem protéká Jamnícky potok, přítok Račkovej, která náleží k povodí Váhu. Rozměry jezera v průběhu času zachycuje tabulka:
| Rok   | Měření prováděl       | Rozloha ha | Délka m | Šířka m | Hloubka max.m | Objem m³ |
| ----- | --------------------- | ---------- | ------- | ------- | ------------- | -------- |
| 1935  | Jerzy Młodziejowski   | 0,952      | 161     | 84      | 8,1           | [ 2 ]    |
| [ 3 ] | československá měření | 1,13       | 178     | 95      | [ 2 ]         | [ 2 ]    |
| 2005  | Gregor, Pacl          | 1,1315     | [ 2 ]   | [ 2 ]   | 8,2           | 25 180   |

## Přístup
Pleso je veřejnosti přístupné
- po  modré turistické značce, která vede celou Úzkou a Jamníckou dolinou a v její horní části po severním břehu plesa až na Jamnícke sedlo.